# Turgen
Turgen (ryska: Turgen’, Турген, kazakiska: Türgen, Түрген) är en ort i Kazakstan.   Den ligger i oblystet Almaty, i den sydöstra delen av landet, 1 000 km söder om huvudstaden Astana. Turgen ligger 971 meter över havet och antalet invånare är 13 000.
Terrängen runt Turgen är huvudsakligen kuperad, men söderut är den bergig. Runt Turgen är det ganska glesbefolkat, med 40 invånare per kvadratkilometer. Närmaste större samhälle är Issyk, 12,4 km väster om Turgen. Omgivningarna runt Turgen är en mosaik av jordbruksmark och naturlig växtlighet.